# Christine Ebersole
Christine Ebersole (Winnetka, 21 febbraio 1953) è un'attrice e soprano statunitense, nota soprattutto come interprete di musical a Broadway, per cui ha vinto due Tony Award.

## Biografia
Christine Ebersole è nata a Chicago, figlia di Marian Esther Goodley e Robert "Bob" Ebersole. Dopo essersi diplomata all'Accademia americana di arti drammatiche, ha fatto il suo debutto ufficiale sulle scene nel 1977, con la produzione di Shenandoah in scena alla Paper Mill Playhouse nel New Jersey. Sempre nello stesso anno debutta a New York con la produzione dell'Off-Broadway del musical Green Pond. Esordisce a Broadway l'anno dopo nella produzione originale di On the Twentieth Century con Madeline Kahn; Judy Kaye sostituisce Kahn, Ebersole diventa l'interprete del ruolo minore di Agnes e la prima sostituta per il ruolo della protagonista Lily Garland. Nel 1979 interpreta Ado Anie in un revival a Broadway del classico Oklahoma! con Laurence Guittard, Mary Wickes e Christine Andreas.
Nei primi anni ottanta comincia a lavorare anche al Melody Top Theatre di Milwaukee, dove interpreta i ruoli da protagonista in musical di successo come My Fair Lady e Evita. Nel 1980 è nuovamente a Broadway con un revival del musical Camelot, in cui interpreta Ginevra accanto al Re Artù di Richard Burton. Al termine delle repliche a Broadway, Ebersole e Burton continuano a interpretare i protagonisti di Camelot anche nel tour statunitense. Nel 1983 canta in una versione concertistica di Pal Joey in scena a New York con Tammy Grimes e Laurie Beechman. Nel 1985 torna a Broadway con Harrigan ‘n Hart. Nel 1982 inaugura la carriera cinematografica con Tootsie, esperienza bissata due anni dopo con Amadeus. Tra il 1983 e il 1985 interpreta Maxie McDermott nella soap Una vita da vivere e per la sua interpretazione viene candidata al Daytime Emmy Award alla migliore attrice non protagonista in una serie drammatica.
Nel 1994 recita in due produzioni della City Center! Encores a New York: Allegro con Karen Ziemba e Christopher Reeve e Lady in the Dark nel ruolo della protagonista Liza Elliot. Nel 1996 recita nella commedia di Stephen Sondheim e George Furth Getting Away with Murder a Broadway, ma la commedia ha vita breve. Nel 1999 recita ancora al City Center! Encores nel musical Ziegfeld Follies of 1934; nello stesso anno interpreta Mame Dennis in una produzione del New Jersey del musical Mame con Kelly Bishop. Nel 2001 torna a Broadway con un revival di successo del musical 42nd Street e per la sua interpretazione nel ruolo di Dorothy Brock vince il Drama Desk Award ed il Tony Award alla miglior attrice protagonista in un musical.
Nel 2003 viene nominata al Tony Award alla miglior attrice non protagonista in una commedia per Dinner At Eight. Nel 2004 recita nuovamente in Mame, in una produzione in scena alla Hollywood Bowl con Ben Platt e Michele Lee. Nel 2006 recita nel musical Grey Gardens nell'Off Broadway e a Broadway e per la sua acclamata interpretazione nel duplice ruolo di Edith Ewing Bouvier Beale ed Edith Bouvier Beale vince il Drama Desk Award, l’Obie Award, il Drama Critics' Circle Award, il Drama League Award, l'Outer Critics Circle Award e il Tony Award alla miglior attrice protagonista in un musical. Nel 2008 recita a New York nel musical Applause nel ruolo originariamente interpretato da Lauren Bacall e a Boston in una versione concertistica di A Little Night Music.
Nel 2010 ha recitato in una versione concertistica di Brigadoon a New York e nel 2015, dopo cinque anni di assenza, torna a recitare in un musical con Ever After alla Paper Mill Playhouse. Nel 2017 torna a Broadway dopo dieci anni per recitare nel ruolo di Elizabeth Arden accanto a Patti LuPone nel musical War Paint; per la sua interpretazione viene candidata al Tony Award alla miglior attrice protagonista in uno spettacolo. Si esibisce regolarmente allo Studio 54 di New York. Ha inciso un album di canzoni di Noël Coward.

### Vita privata
È stata sposata due volte: con l'attore Peter Bergman dal 1976 al 1981 e dal 1988 con Bill Moloney, con cui ha adottato i tre figli Elijah, Mae Mae e Aron. È la zia dell'attrice Janel Moloney.

## Filmografia

### Attrice

#### Cinema
- Tootsie, regia di Sydney Pollack (1982)
- Amadeus, regia di Miloš Forman (1984)
- Ladro di donne (Thief of Hearts), regia di Douglas Day Stewart (1984)
- L'aria che uccide (Acceptable Risks), regia di Rick Wallace (1985)
- Il mio amico Mac (Mac and Me), regia di Stewart Raffill (1988)
- Ghost Dad - Papà è un fantasma (Ghost Dad), regia di Sidney Poitier (1990)
- L'altro delitto (Dead Again), regia di Kenneth Branagh (1991)
- Guai in famiglia (Folks!), regia di Ted Kotcheff (1992)
- Il mio primo bacio (My Girl 2), regia di Howard Zieff (1994)
- Richie Rich - Il più ricco del mondo (Richie Rich), regia di Donald Petrie (1994)
- La pecora nera (Black Sheep), regia di Penelope Spheeris (1996)
- Solo se il destino ('Til There Was You), regia di Scott Winant (1997)
- Martin il marziano (My Favorite Martian), regia di Donald Petrie (1999)
- Fino a prova contraria (True Crime), regia di Clint Eastwood (1999)
- I Love Shopping, regia di P. J. Hogan (2009)
- Big Wedding (The Big Wedding), regia di Justin Zackham (2013)
- The Wolf of Wall Street, regia di Martin Scorsese (2013)
- Driveways, regia di Andrew Ahn (2019)
- Licorice Pizza, regia di Paul Thomas Anderson (2021)

#### Televisione
- I Ryan (Ryan's Hope) – serie TV, 12 episodi (1977-1980)
- Saturday Night Live – serie TV, 20 episodi (1981-1982)
- Con affetto, tuo Sidney (Love, Sidney) – serie TV, 1 epirosio (1982)
- Una vita da vivere (One Life to Live) – serie TV (1983-1985)
- La famiglia Hogan (The Hogan Family) – serie TV, 7 episodi (1986)
- I Cavanaugh (The Cavanaughs) – serie TV, 26 episodi (1986-1989)
- Murphy Brown – serie TV, 1 episodio (1990)
- Il cane di papà (Empty Nest) – serie TV, 1 episodio (1991)
- Rachel Gunn, R.N. – serie TV, 13 episodi (1993)
- Gypsy, regia di Emile Ardolino – film TV (1993)
- Hey, Arnold! – serie TV, 1 episodio (1996)
- Mamma per forza (An Unexpected Family), regia di Larry Elikann – film TV (1996)
- Ally McBeal – serie TV, episodio 2x08 (1998)
- Will & Grace – serie TV, 1 episodio (2001)
- Crossing Jordan – serie TV, 1 episodio (2004)
- Cashmere Mafia – serie TV, 2 episodio (2008)
- Law & Order - Unità vittime speciali (Law & Order: Special Victims Unit) – serie TV, episodio 10x10 (2008)
- Samantha chi? (Samantha Who?) – serie TV, 1 episodio (2009)
- Vi presento i miei (Retired at 35) – serie TV, 4 episodi (2011)
- Sullivan & Son – serie TV, 20 episodi (2012-2013)
- Smash – serie TV, 1 episodio (2013)
- American Horror Story – serie TV, 2 episodi (2013)
- Royal Pains – serie TV, 14 episodi (2014-2016)
- Madam Secretary – serie TV, 4 episodi (2015-2018)
- Crisi in sei scene (Crisis in Six Scenes) – serie TV (2016)
- Search Party – serie TV, 4 episodi (2016-2017)
- Blue Bloods – serie TV, 1 episodio (2018)
- Pose – serie TV, 1 episodio (2018)
- Bob Hearts Abishola – serie TV (2019)

### Doppiatrice
- Steven Universe – serie animata, 3 episodi (2018-2019)
- Steven Universe: il film (Steven Universe: The Movie), regia di Rebecca Sugar – film TV (2019)
- Steven Universe Future – serie animata, 2 episodi (2019-2020)

## Teatrografia parziale
- Angel Street, di Patrick Hamilton, regia di Shepard Traube. Lyceum Theatre di New York (1976)
- Shenandoah, libretto di James Lee Barrett, Peter Udell e Philip Rose, musiche di Gary Geld, regia di Philip Rose. Paper Mill Playhouse di Millburn (1977)
- Green Pond, libretto di Robert Montgomery, musiche di Mel Marvin, regia di David Chambers. Westide Theatre di New York (1977)
- On the Twentieth Century, libretto di Betty Comden e Adolph Green, musiche di Cy Coleman, regia di Harold Prince. St James Theatre di New York (1978)
- Charlie and Algernon, libretto di David Rogers, musiche di Charles Strouse, regia di Louis W. Scheeder. The Citadel Theater di Edmonton (1978)
- Oklahoma!, libretto di Oscar Hammerstein II, musiche di Richard Rodgers, regia di William Hammerstein. Palace Theatre di New York (1979)
- Camelot, libretto di Alan Jay Lerner, musiche di Frederick Loewe, regia di Frank Dunlop. New York State Theatre di New York, Tour statunitense (1980)
- Geniuses, di Jonathan Reynolds, regia di Gerald Gutierrez. Playwrights Horizons di New York (1982)
- Tre sorelle, di Anton Čechov, regia di Lynne Meadow. Manhattan Theatre Club di New York (1982)
- Pal Joey, libretto di John O'Hara e Lorenz Hart, musiche di Richard Rodgers. Town Hall di New York (1983)
- My Fair Lady, libretto di Alan Jay Lerner, musiche di Frederick Loewe, regia di Tom Marks. Melody Top di Milwaukee (1984)
- Evita, libretto di Tim Rice, musiche di Andrew Lloyd Webber, regia di Tom Marks. Melody Top di Milwaukee (1985)
- Harrigan 'n Hart, libretto di Michael Stewart e Peter Walker, musiche di Max Showalter, regia di Joe Layton. Longrace Theatre di New York (1985)
- Paper Moon, libretto di Martin Casella, Carol Hall ed Ellen Fitzhung, musiche di Larry Grossman, regia di Matt Casella. Paper Mill PLayhouse di Millburn (1992)
- Allegro, libretto di Oscar Hammerstein II, musiche di Richard Rodgers, regia di Susan H. Schulman. New York City Center di New York (1994)
- Lady in the Dark, libretto di Moss Hart e Ira Gershwin, musiche di Kurt Weill, regia di John Carpenter. New York City Center di New York (1994)
- Getting Away With Murder, di Stephen Sondheim e George Furth, regia di Jack O'Bryen. Broadhurst Theatre di New York (1996)
- Ziegfeld Follies of 1936, libretto di Ira Gershwin e David Freeman, musiche di Vernon Duke, regia di Mark Waldrop. New York City Center di New York (1999)
- Mame, libretto di Jerome Lawrence e Robert Edwin Lee, musiche di Jerry Herman, regia di Robert Johanson. Paper Mill Playhouse di Millburn (1999)
- The Best Man, di Gore Vidal, regia di Ethan McSweeney. Virginia Theatre di New York (2000)
- A Connecticut Yankee, libretto di Herbert Fields e Lorenz Hart, musiche di Richard Rodgers, regia di Susan H. Shulman. New York City Center di New York (2001)
- 42nd Street, libretto di Michael Stewart, Mark Bramble e Al Dubin, musiche di Harry Warren, regia di Mark Bramble. Ford Center for the Performing Arts di New York (2001)
- Dinner at Eight, di Edna Ferber e George S. Kaufman, regia di Gerald Gutierrez. Vivian Beaumont Theatre di New York (2002)
- Talking Heads, di Alan Bennett, regia di Michael Engler. Minetta Lane Theatre di New York (2003)
- Mame, libretto di Jerome Lawrence e Robert Edwin Lee, musiche di Jerry Herman, regia di Gordon Hunt. Hollywood Bowl di Los Angeles (2004)
- The Drowsy Chaperone, libretto di Bob Martin e Don McKaller, musiche di Greg Morrison e Lisa Lambert, regia di Roy Miller. Dodges Stages di New York (2004)
- Fiori d'acciaio, di Robert Harling, regia di Jason Moore. Lyceum Theatre di New York (2005)
- Grey Gardens, libretto di Michael Korie e Doug Wright, musiche di Scott Frankel, regia di Michael Greif. Playwrights Horizons di New York, Walter Kerr Theatre di New York (2006)
- Applause, libretto di Betty Comden, Adolph Green, Lee Adams e musiche di Charles Strouse, regia di Kathleen Marshall. New York City Center di New York (2008)
- A Little Night Music, libretto di Hugh Wheeler e musiche di Stephen Sondheim, regia di Casey Hushion. Symphony Hall di Boston (2008)
- Spirito allegro, di Noël Coward, regia di Michael Blakemore. Shubert Theatre di New York (2009)
- Vanya e Sonia e Masha e Spike, di Christopher Durang, regia di David Hyde Pierce. Mark Taper Forum di Los Angeles (2014)
- Ever After, libretto di Marcy Heisler, musiche di Zina Goldrich, regia di Kathleen Marshall. Paper Mill Playhouse di Millburn (2016)
- War Paint, libretto di Michael Korie e Doug Wright, musiche di Scott Frankel, regia di Michael Greif. Goodman Theatre di Chicago (2016), Nederlander Theatre di New York (2017)
- Candide, libretto di Hugh Wheeler, musiche di Leonard Bernstein. Opera di Los Angeles (2018)
- A Little Night Music, libretto di Hugh Wheeler, musiche di Stephen Sondheim, regia di Rob Ashford. Gazebo di Tangeri (2019)

## Riconoscimenti
- Tony Award
  - 2001 - Miglior attrice protagonista in un musical per 42nd Street
  - 2003 - Candidatura per la miglior attrice non protagonista in un'opera teatrale per Dinner at Eight
  - 2007 - Miglior attrice protagonista in un musical per Grey Gardens
  - 2017 - Candidatura per la miglior attrice protagonista in un musical per War Paint

- Drama Desk Award
  - 2001 - Candidatura per la miglior attrice protagonista in un musical per 42nd Street
  - 2003 - Candidatura per la miglior attrice non protagonista in un'opera teatrale per Talking Heads
  - 2006 - Miglior attrice protagonista in un musical per Grey Gardens
  - 2017 - Candidatura per la miglior attrice protagonista in un musical per War Paint

- Drama League Award
  - 2006 - Miglior performance per Grey Gardens

- Outer Critics Circle Award
  - 2001 - Miglior attrice protagonista in un musical per 42nd Street
  - 2003 - Candidatura per la miglior attrice non protagonista in un'opera teatrale per Talking Heads
  - 2006 - Miglior attrice protagonista in un musical per Grey Gardens
  - 2017 - Candidatura per la miglior attrice protagonista in un musical per War Paint

- Daytime Emmy Award
  - 1985 - Candidatura per la migliore attrice non protagonista in una serie drammatica per Una vita da vivere

- Obie Award
  - 2003 - Miglior performance per Talking Heads
  - 2006 - Miglior performance per Grey Gardens

- New York Drama Critics' Circle
  - 2006 - Menzione di merito per Grey Gardens

## Doppiatrici italiane
Nelle versioni in italiano delle opere in cui ha recitato, Christine Ebersole è stata doppiata da:
- Angiola Baggi in Law & Order - Unità vittime speciali, Unbreakable Kimmy Schmidt
- Isabella Pasanisi in American Horror Story, Pose
- Silvia Pepitoni in Richie Rich - Il più ricco del mondo
- Silvia Tognoloni in Il mio primo bacio
- Anna Cesareni in Mamma per forza
- Lorenza Biella in Martin il marziano
- Daniela Nobili in Amadeus
- Stefanella Marrama in The Wolf of Wall Street
- Chiara Salerno in Cashmere Mafia
- Cristina Noci in Vi presento i miei
- Ludovica Modugno in Blue Bloods

Come doppiatrice è stata sostituita da:
- Monica Bertolotti in Steven Universe (Diamante Bianco)
- Francesca Manicone in Steven Universe (Perla Rosa)[22]